# Chen-stil
Chen-stil, Chen style taijiquan, är en stil av den kinesiska kampsporten taijiquan som innehåller både sparkar, slag, kast, qin na (joint locking) och enormt starka och djupa positioner. Alla teknikerna inom Chen baseras på följsam Chansi jing (silk reeling power), som utgör grunden för fajing (avgivande av explosiv inre energi) som manifesteras i de unika cannon fist (Paochui- formerna). Chensystemet innehåller ett stort antal vapen och push hands (tui shou) är en viktig del av träningen. Chen är ursprunget till alla andra system av taijiquan (Yang, Sun och Wu), och kampsportsaspekterna är inte borttagna eller förenklade.